# Голицын, Александр Дмитриевич
Князь Алекса́ндр Дми́триевич Голи́цын (1874—1957) — русский общественный деятель и политик, один из основателей «Союза 17 октября», член III Государственной думы от Харьковской губернии, член Государственного совета по выборам. Внук князя Ф. Г. Голицына и графа А. К. Сиверса.

## Биография

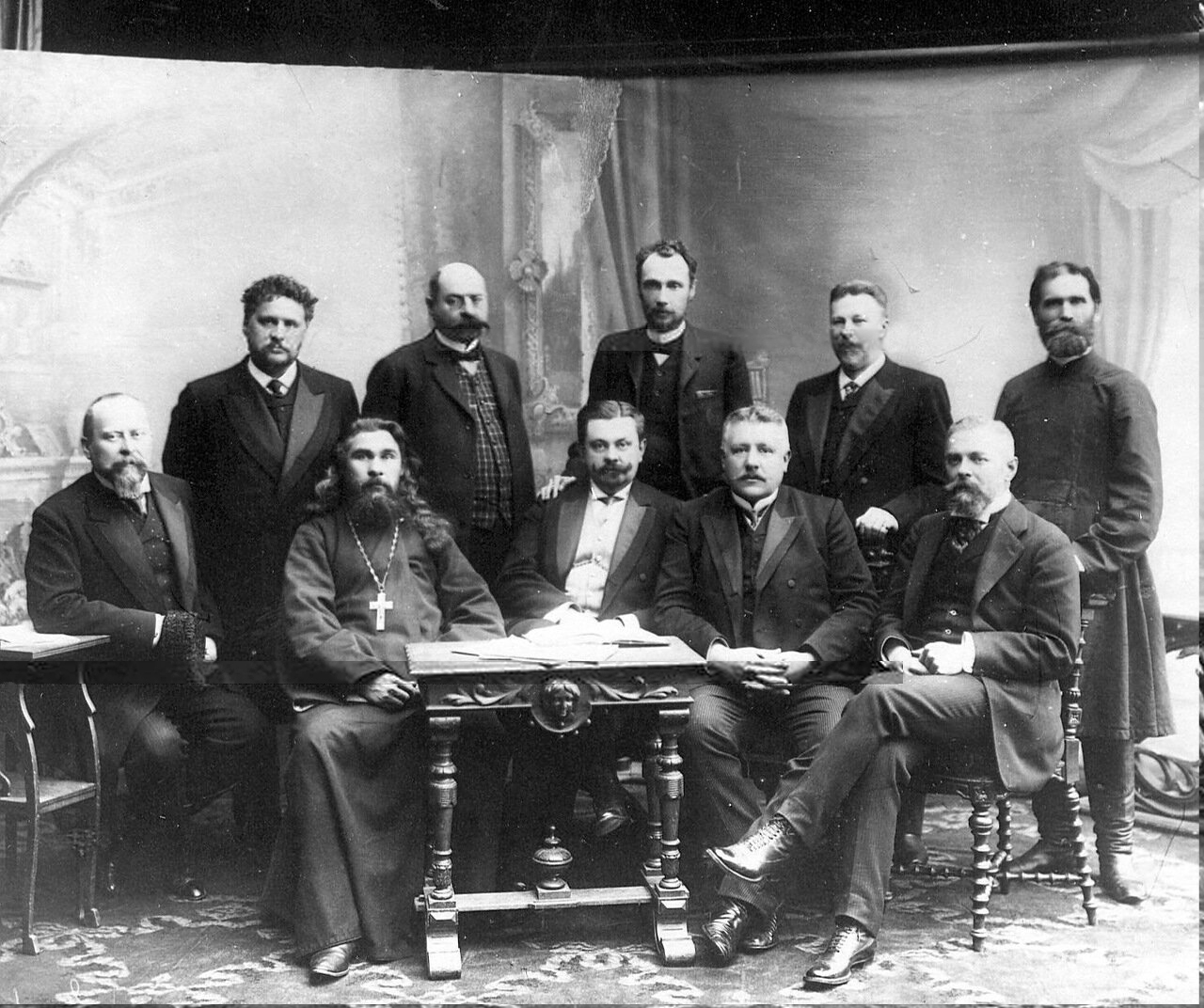
Депутаты Государственной думы Российской империи III созыва от Харьковской губернии. Стоят: Вязигин А. С., Захарашевич-Капустянский Ю. К., Савич Н. В., Матюнин П. Г., Леус Н. К.; сидят: Антонов Н. И., Станиславский А. М., Голицын А. Д., Неклюдов П. А., Бантыш В. А.

Родился 5 февраля 1874 года. Сын харьковского помещика князя Дмитрия Фёдоровича Голицына (1849—1893) и графини Марии Александровны Сиверс (1851—1920). Унаследовал от отца родовую усадьбу Должик и другие земли в Харьковской губернии, всего 2400 десятин.
В 1896 году окончил юридический факультет Харьковского университета с дипломом 1-й степени. По примеру родителей поселился в селе Должик Харьковского уезда, занимался сельским хозяйством. В 1901 году был избран председателем Харьковской уездной земской управы и уездным предводителем дворянства.
Во время русско-японской войны, представляя дворянскую организацию, участвовал в работе Красного Креста на Дальнем Востоке, занимался сооружением лазаретов и эвакуацией раненных из Харбина и Мукдена.
В 1905 году был избран председателем Харьковской губернской земской управы. В 1905 году был пожалован придворным званием «в должности церемониймейстера», затем — чином церемониймейстера. В 1916 году был пожалован в действительные статские советники «за отличие». Принимал активное участие в земских съездах, в конце 1905 года стал одним из учредителей партии «Союз 17 октября».
Состоял выборщиком в Государственную думу I и II созывов. В 1907 году был избран членом III Государственной думы от съезда землевладельцев Харьковской губернии. Входил во фракцию октябристов. Состоял председателем комиссии по переселенческому делу, товарищем председателя комиссии по местному самоуправлению, а также членом бюджетной комиссии.
24 сентября 1915 года избран членом Государственного совета от Харьковского губернского земства. Входил в группу центра, с 27 марта 1916 года был товарищем председателя этой группы. Состоял членом комиссий: по делам сельского хозяйства и финансовой. Во время Гражданской войны возглавлял Союз промышленности, торговли, финансов и сельского хозяйства (Протофис), поддерживавший гетмана Скоропадского.
В эмиграции в Югославии, затем во Франции. В 1925 году стал одним из организаторов Союза русских дворян, с 1926 — член совета Союза. Состоял председателем правления Российского общества винокуренных заводчиков и членом совета правления Русско-Английского банка. Сотрудничал в Русском национальном обществе Лиги Наций, Российском центральном объединении, Клубе русской национальной молодежи. Состоял членом Совета Российского торгово-промышленного и финансового союза, почетным членом Харьковского землячества, членом правления Российского национального объединения, членом правления Общества охранения русских культурных ценностей. В 1949 году был избран председателем Союза русских дворян в Европе.
В 1950-е годы воспоминания князя печатались в журнале «Союз дворян». В России эти воспоминания были впервые опубликованы в 2008 году. Скончался в 1957 году в Париже. Похоронен на кладбище Сент-Женевьев-де-Буа.

## Семья

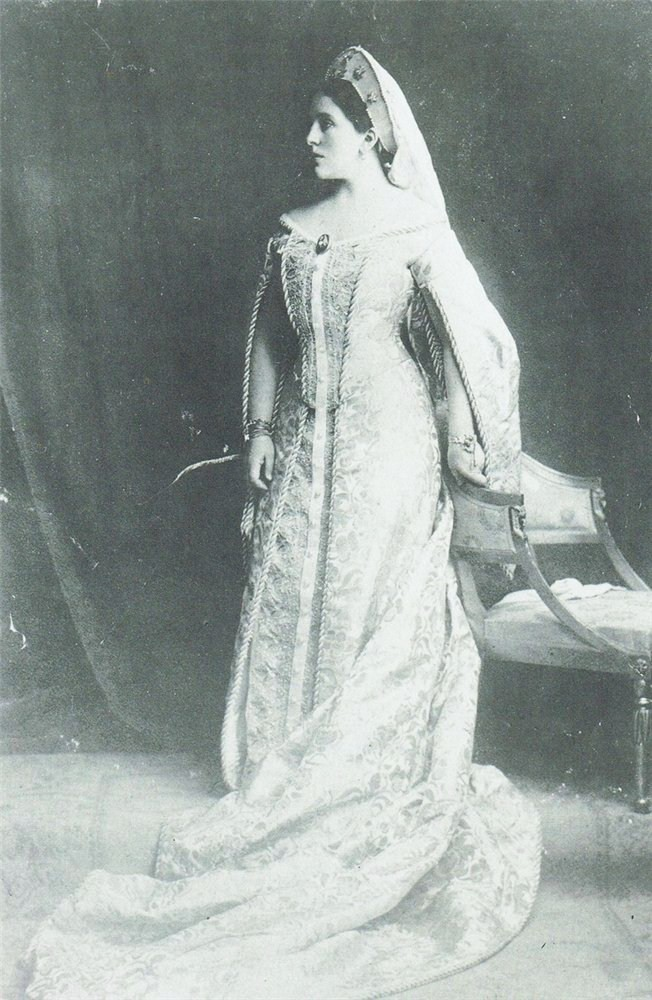
Екатерина Голицына, жена

С 1896 года был женат на Екатерине Николаевне Хвощинской (1876—1931), дочери капитана гвардии Николая Васильевича Хвощинского (1845—1912) от брака с княжной Еленой Юрьевной Голицыной (1850—1907; автор воспоминаний), внучке князя Ю. Н. Голицына. В годы Первой мировой войны княгиня Голицына была сестрой милосердия на поезде Красного Креста и в госпитале. Принимала участие в антисоветском подполье. В 1920 году эмигрировала во Францию. Состояла членом Дамского комитета Союза русских дворян, участвовала в организации дворянских балов и благотворительных акций. Скончалась в ноябре 1931 года в Булонь-сюр-Сене и была похоронена на кладбище Сент-Женевьев-де-Буа. Их сыновья:
- Дмитрий (1896—1985), выпускник Пажеского корпуса (1917), офицер лейб-гвардии Гусарского полка. Был помощником отца в правительстве П. П. Скоропадского. В эмиграции во Франции, работал в туристическом агентстве Т. Кука и занимался винным бизнесом. Во время Второй мировой войны служил во французском кавалерийском полку, кавалер ордена Почетного легиона.
- Николай (1899—1963), выпускник Пажеского корпуса (1917), офицер лейб-гвардии 4-го стрелкового полка, атташе русского посольства в Лондоне. Участник Белого движения. В эмиграции в Англии.
- Александр (1910—1988), образование получил в монастырской школе в Понлевуа. Принял католичество. Работал в торговой фирме универмагов Парижа. Открыл в Париже три небольших магазина.

## Мемуары
- Голицын А. Д., кн. Воспоминания / Сост., подгот. текста, послесл., указатель имён А. К. Голицына. — М.: Русский путь, 2007. — 608 с.